# Glória (kommun)
Glória är en kommun i Brasilien.   Den ligger i delstaten Bahia, i den östra delen av landet, 1 300 km nordost om huvudstaden Brasília. Antalet invånare är 15 073.
Trakten runt Glória består till största delen av jordbruksmark. Runt Glória är det glesbefolkat, med 11 invånare per kvadratkilometer.